# 정하윤
정하윤(1987년 6월 26일 ~ )은 대한민국의 배우이다.

## 출연 작품

### 드라마
- 2010년 KBS2 월화드라마 《성균관 스캔들》 ... 섬섬 역
- 2012년 tvN 월화드라마 《결혼의 꼼수》

### 영화
- 2011년 《가문의 수난》 ... 여승무원 2 역
- 2012년 《바람과 함께 사라지다》 ... 열녀 역
- 2012년 《차이나 블루》 ... 소현 역

### 예능
- 2009년 《롤러코스터》

### 시사 / 교양
- 2014년 《엄마의 탄생》

### 광고
- 2009년 핫썬치킨 CF

### 뮤직비디오
- 2009년 김태우 ... 《사랑비》